# Magnolia rufibarbata
Espèce
Statut de conservation UICN

 EN B2ab(iii) : En danger
Magnolia rufibarbata est une espèce de plantes à fleurs de la famille des Magnoliacées. C'est un arbre originaire d'Asie.

## Description
C'est un arbre.

## Répartition et habitat
Cette espèce est présente en Chine et au Viêt Nam.